# Пётр II (король Кипра)
Пётр II Кипрский или Пьер II де Лузиньян, прозванный Толстым (фр. Pierre II de Lusignan; ок. 1357, Никосия — 13 октября 1382, Никосия) — король Иерусалима и Кипра c 17 января 1369 года, а также титулярный граф Триполи. Сын Петра I де Лузиньяна, короля Кипра и Иерусалима, и его второй супруги Элеоноры Арагонской. Вступил на престол в юном возрасте после убийства отца. Коронован как король Кипра в соборе Св. Софии в Никосии 6 января 1372 года, как король Иерусалима в Соборе Св. Николая в Фамагусте 10 октября 1372 года.
Правление Петра в целом было неудачным: он потерял владения Кипра в Малой Азии, кроме того, в 1373—1374 годах произошло вторжение генуэзцев на Кипр, имевшее катастрофические последствия для королевства.
Формальным поводом для вторжения была ссора после коронации Петра в Фамагусте, во время которой произошли беспорядки и кровопролитие. Предметом спора между генуэзцами и венецианцами был вопрос о том, кто будет идти слева от королевского кортежа, а кто справа. После торжественного ужина разногласия между генуэзской и венецианской общинами перешли на улицы Фамагусты, что привело к большому количеству жертв. Генуэзцы были признаны виновными, и генуэзские купцы арестованы. В ответ Генуя организовала карательную экспедицию на Кипр, во главе которой встал Пьетро ди Кампофрегозо, брат дожа Генуи.
Для защиты острова Пётр отдал малоазиатские владения Кипра (Анталия), завоёванные его отцом, эмиру Теке, подписав мир с турками, и тем самым получил возможность вернуть войско, расположенное в Анталье, на Кипр. Сопротивление генуэзцам организовали дяди Петра, принц-регент Жан и принц Жак (будущий король Яков I). Генуэзцы, тем не менее, смогли взять хорошо укреплённую Фамагусту, войдя в неё якобы для переговоров. Король и его мать были взяты в плен. Генуэзцы затем, взяв Лимасол и Пафос, вошли в столицу Кипра, Никосию. Сопротивление, организованное дядями короля, продолжалось до 1374 года, когда был заключён мир на унизительных для Кипра условиях. Фамагуста оставалась за Генуей, а Кипр должен был выплатить контрибуцию. Жак, которому была обещана неприкосновенность, покинул Кирению, которую удерживал долгое время, но был арестован и увезён в Геную. Он смог вернуться на Кипр лишь после смерти Петра.
Пётр был женат на Валенце (или Валентине) Висконти (около 1360—1393), дочери правителя Милана Бернабо Висконти. Их единственная дочь умерла во младенчестве, и Петру наследовал его дядя Жак де Лузиньян. Рассматривался также вопрос брака Петра и дочери византийского императора Иоанна V Палеолога, однако брак был отклонён по политическим причинам. Посланцам императора ответили, что король занят организацией обороны Кипра от нападения генуэзцев. Мать Петра, Элеонора Арагонская, вступила в конфликт с невесткой, в результате чего была отослана в Испанию в сентябре 1378 года.
Пётр II умер 13 октября 1382 года во дворце Ла-Кава в Никосии.